# Suy tủy xương
Suy tủy xương là một bệnh hiếm gặp do tủy xương và các tế bào gốc tạo máu tại tủy xương bị phá hủy. Bệnh dẫn đến giảm cả ba loại tế bào máu (giảm ba dòng): hồng cầu (thiếu máu), bạch cầu (hạ bạch cầu), và tiểu cầu (xuất huyết giảm tiểu cầu). Suy tủy liên quan đến việc các tế bào gốc mất khả năng phát triển thành tế bào máu trưởng thành.
Bệnh thường xuất hiện ở lứa tuổi thiếu niên đến 20 - 30 tuổi nhưng cũng khá phổ biến ở người già. Bệnh có thể là do di truyền, miễn dịch, hay tiếp xúc với chất hóa học, thuốc hay phóng xạ. Tuy nhiên, khoảng một nửa trường hợp không tìm ra nguyên nhân.
Chẩn đoán được bằng  sinh thiết tủy xương; bình thường tủy xương có khoảng 30-70% các tế bào gốc tạo máu, nhưng trong suy tủy xương những tế bào này hầu như biến mất và bị thay thế bằng mỡ.
Thuốc điều trị đầu tay cho suy tủy xương bao gồm ức chế miễn dịch, thường dùng cả kháng thể kháng lympho hoặc kháng thể chống thymocyte kết hợp với corticosteroid và ciclosporin. Ghép tủy cũng được áp dụng đặc biệt là cho bệnh nhân dưới 30 tuổi mà có người hiến tủy phù hợp.
Đây là bệnh gây ra cái chết của Eleanor Roosevelt và Marie Curie.

## Triệu chứng lâm sàng
Thiếu máu có thể dẫn đến mệt mỏi, da xanh xao và nhịp tim nhanh.
Tiểu cầu thấp gây tăng nguy cơ chảy máu, bầm tím và xuất huyết. Hạ bạch cầu làm tăng nguy cơ bệnh nhiễm trùng.

## Nguyên nhân
Nguyên nhân suy tủy xương có thể do tiếp xúc với một số hóa chất, thuốc, tia phóng xạ, nhiễm trùng, bệnh miễn dịch, trong khoảng một nửa trường hợp không tìm thấy nguyên nhân rõ ràng. Đây không phải là một bệnh có yếu tố gia đình hay di truyền, cũng không phải là bệnh truyền nhiễm. Nó có thể xảy ra do tiếp xúc với điều kiện khác nhau, nhưng nếu một người mắc bệnh, con cái của họ sẽ không bị bệnh do không liên quan đến gen di truyền.
Suy tủy xương đôi khi cũng liên quan đến việc tiếp xúc với chất độc như benzen, hoặc sử dụng một số thuốc, bao gồm chloramphenicol, carbamazepine, felbamate, phenytoin, quinine, và phenylbutazone. Có nhiều thuốc liên quan với suy tủy xương đã được báo cáo, nhưng ở tỷ lệ rất thấp. Ví dụ như sử dụng chloramphenicol xuất hiện suy tủy xương chỉ xảy ra ở một trong 40,000 trường hợp và suy tủy xương do carbamazepine thậm chí còn hiếm hơn.
Tiếp xúc với bức xạ ion hóa từ chất phóng xạ hoặc các thiết bị phát xạ cũng liên quan đến sự xuất hiện xuy tủy xương. Marie Curie, nhà khoa học nổi tiếng tiên phong trong lĩnh vực phóng xạ qua đời do suy tủy xương sau thời gian làm việc với vật liệu phóng xạ mà không được bảo hộ.
Suy tủy xương xuất hiện đến 2% ở bệnh nhân viêm gan virus cấp.
Một  nguyên nhân nữa là các bệnh tự miễn mà nguyên nhân là do tế bào bạch cầu tấn công tủy xương. 
Suy tủy xương cũng có thể là kết quả của nhiễm parvovirus. Ở người, các kháng nguyên P  (còn gọi là globoside), một trong rất nhiều thụ thể tế bào đóng góp các nhóm máu người, lại là một loại receptor cho virus parvovirus B19 gây ban đỏ nhiễm khuẩn (bệnh thứ năm) ở trẻ em. Qua lây nhiễm cho các tế bào hồng cầu do ái lực của nó với kháng nguyên P, parvovirus ngăn hoàn toàn sản xuất tế bào hồng cầu. Trong nhiều trường hợp, hiện tượng này không được chú ý, do tế bào hồng cầu sống trung bình khoảng 120 ngày, và sự sụt giảm  sản xuất không ảnh hưởng đáng kể đến tổng số các tế bào hồng cầu lưu hành trong máu. Ở những người có bệnh lý các tế bào hồng cầu bị phá hủy sớm (như bệnh hồng cầu hình liềm), thì nhiễm parvovirus có thể dẫn đến thiếu máu nghiêm trọng. 
Các loại virus liên quan đến suy tủy xương bao gồm virus viêm gan, Epstein-Barr, cytomegalovirus, parvovirus B19 và HIV.

## Chẩn đoán
Bệnh cần phải được phân biệt với bất sản hồng cầu đơn thuần. Ở suy tủy xương, các bệnh nhân có tình trạng giảm 3 dòng (cả bạch cầu và tiểu cầu). Ngược lại, bất sản hồng cầu đơn thuần đặc trưng bởi chỉ giảm các tế bào hồng cầu. Chẩn đoán chỉ có thể được xác định nhờ sinh thiết tủy xương. Trước khi thủ thuật này được thực hiện, bệnh nhân thường được xét nghiệm máu để tìm định hướng chẩn đoán, bao gồm công thức máu, chức năng thận và điện giải, men gan, chức năng tuyến giáp, nồng độ vitamin B12 và  acid folic.
Các xét nghiệm sau giúp chẩn đoán phân biệt suy tủy xương:
1. Chọc hút và sinh thiết tủy xương: để loại trừ nguyên nhân giảm 3 dòng khác(ví dụ ung thư xâm lấn hoặc xơ tủy nặng).
2. Tiền sử tiếp xúc với hóa trị độc tế bào: có thể gây ra ức chế tủy xương thoáng qua
3. X-quang, chụp cắt lớp vi tính (CT), hoặc siêu âm: hạch tăng kích thước (dấu hiệu của u lympho), thận, xương ở cánh tay và bàn tay (bất thường trong thiếu máu Fanconi)
4. Chụp X-quang: nhiễm trùng
5. Chức năng gan: bệnh gan
6. Xét nghiệm tìm virus: nhiễm virus
7. Vitamin B12 và nồng độ folate: thiếu vitamin
8. Các xét nghiệm máu cho tan máu kịch phát về đêm
9. Xét nghiệm kháng thể: chức năng miễn dịch

## Điều trị
Điều trị suy tủy xương do miễn dịch cần ức chế hệ thống miễn dịch qau sử dụng thuốc hàng ngày hoặc ở trường hợp nghiêm trọng hơn có thể cấy ghép tủy xương. Tủy xương từ người hiến phù hợp thay thế cho tủy xương mất chức năng. Các tế bào gốc vạn năng được đưa vào tủy xương tái tạo lại tất cả ba dòng tế bào máu cho các bệnh nhân một hệ thống miễn dịch, hồng cầu và tiểu cầu. hoàn toàn mới. Tuy nhiên, bên cạnh nguy cơ thải ghép, còn có nguy cơ tạo ra các tế bào bạch cầu có thể tấn công các phần còn lại của cơ thể ("bệnh ghép chống chủ"). Trong bệnh nhân trẻ có HLA phù hợp với người hiến là anh chị em ruột, ghép tủy có thể được coi như điều trị bước một, điều trị bệnh nhân không có người ghép là anh chị em ruột phù  hợp thường ức chế miễn dịch là điều trị bước 1 và cấy ghép tủy từ người hiến không có quan hệ huyết thống được coi là phương pháp điều trị bước 2.
Điều trị suy tủy xương thường gồm một liệu trình antithymocyte (ATG) và vài tháng dùng cyclosporine để điều chỉnh hệ thống miễn dịch. Hóa trị liệu với  cũng có thể có hiệu quả, nhưng có nhiều độc tính hơn ATG. Liệu pháp kháng thể  như ATG, tế bào T đích  được cho là có khả năng tấn công tủy xương. Corticosteroid không có hiệu quả, mặc dù chúng được sử dụng để cải thiện bệnh huyết thanh gây ra bởi ATG. Đánh giá điều trị thành công bằng sinh thiết tủy xương sau 6 tháng bắt đầu điều trị với ATG.

## Tiên lượng
Nếu không được điều trị, suy tủy xương nặng có nguy cơ tử vong cao. Với điều trị hiện đại bằng thuốc hoặc ghép tế bào gốc tỷ lệ sống năm năm đạt đến 85%, với bệnh nhân càng trẻ tuổi, tỷ lệ sống càng cao.